# Scutovertex niger
Scutovertex niger är en kvalsterart som beskrevs av Moskacheva 1964. Scutovertex niger ingår i släktet Scutovertex och familjen Scutoverticidae. Inga underarter finns listade i Catalogue of Life.